# Churros
I churros sono dei dolci dalla forma cilindrica e allungata tipici della cucina spagnola (in particolare di Madrid) e latino-americana, a base di una pastella fritta spolverata di zucchero a velo, con l'aggiunta, talvolta, di cannella.

## Storia
Vi sono due versioni sull'origine di questi dolci. Alcuni studiosi negano l'origine spagnola dei churros, sostenendo che queste frittelle siano state importate in Europa dai portoghesi dall'Oriente, prendendo le mosse da una ricetta segreta della dinastia Ming, la pasta per il Youtiao (conosciuto anche come Youzagwei), ovvero delle strisce di pasta fritte consumate solitamente a colazione e servite con congee di riso o latte di soia. I churros deriverebbero da tale vivanda della gastronomia orientale, e avrebbero assunto questa loro forma caratteristica perché i portoghesi furono costretti a modificare l'aspetto della pasta, dato che in Cina era rigidamente vietata e punita la condivisione delle conoscenze locali con gli stranieri.
Tuttavia, secondo la maggior parte dei ricercatori e degli storici, l'origine del dolce sarebbe da far risalire ai pastori nomadi spagnoli che erano stanziati sulle alture della Penisola iberica e perciò non potevano raggiungere la città per comprare il pane. I pastori idearono così un impasto da poter cuocere in padella. Questa teoria è accreditata anche dal nome stesso: la parola churros, infatti, ricorda la Navajo-Churro, una razza di pecore domestiche tipiche della Spagna che discendono dalle pecore churra, e con le corna che ricordano la forma dei churros. Ad ogni modo, i churros si diffusero in Spagna divenendo una componente fondamentale della loro tradizione dolciaria. In un primo momento i conquistadores e in seguito gli immigrati spagnoli, esportarono i churros in America Centrale e in Sudamerica, inventando l'usuale abbinamento tra churros e cioccolata intorno al 1500 quando portarono il cacao in Spagna.

## Preparazione
La pastella base dei churros è molto semplice ed è composta da farina, acqua e sale. L'impasto deve avere la consistenza di una purea, dopodiché si introduce l'impasto in una churrera (specie di tasca o siringa da pasticciere con la bocca di estrusione avente un diametro di circa 15 mm e tipica sezione a stella) e lo si estrude in un contenitore di olio bollente effettuando al contempo un movimento rotatorio.
La spirale di pastella così ottenuta deve friggere da ciascun lato per meno di un minuto, fino a diventare leggermente croccante; dopodiché viene spezzettata, spesso cosparsa di zucchero e servita in un cartoccio.

## Abbinamenti e consumo
In Spagna sono normalmente disponibili tutto l'anno presso le apposite bancarelle che si trovano lungo le strade principali, nelle piazze e nei mercati, nonché durante le ferias estive e nei luna park.
Solitamente vengono intinti in una tazza di densa cioccolata calda. Una volta venivano consumati soprattutto la domenica e a colazione durante i giorni di festa, ma oggigiorno si possono facilmente trovare nei vari locali aperti nelle città spagnole, le cosiddette churrerías. Devono essere preparati al momento e serviti ancora caldi. In Argentina si usa gustarli ripieni col dulce de leche.